# 1987年全仏オープン
1987年 全仏オープン（1987ねんぜんふつオープン、Internationaux de France de Roland-Garros 1987）は、フランス・パリにある「スタッド・ローラン・ギャロス」にて、1987年5月25日から6月7日にかけて開催された。

## シード選手

### 男子シングルス
1. イワン・レンドル　（優勝、大会2連覇）
2. ボリス・ベッカー　（ベスト4）
3. ステファン・エドベリ　（2回戦）
4. マッツ・ビランデル　（準優勝）
5. ミロスラフ・メチージュ　（ベスト4）
6. ヤニック・ノア　（ベスト8）
7. ジョン・マッケンロー　（1回戦）
8. ジミー・コナーズ　（ベスト8）
9. アンリ・ルコント　（1回戦）
10. アンドレス・ゴメス　（ベスト8）
11. ケント・カールソン　（4回戦）
12. パット・キャッシュ　（1回戦）
13. ミカエル・ペルンフォルス　（1回戦）
14. マルティン・ハイテ　（4回戦）
15. ブラッド・ギルバート　（2回戦）
16. ヨハン・クリーク　（1回戦）

### 女子シングルス
1. マルチナ・ナブラチロワ　（準優勝）
2. シュテフィ・グラフ　（初優勝）
3. クリス・エバート　（ベスト4）
4. ハナ・マンドリコワ　（2回戦）
5. ヘレナ・スコバ　（4回戦）
6. マニュエラ・マレーバ　（ベスト8）
7. ガブリエラ・サバティーニ　（ベスト4）
8. クラウディア・コーデ＝キルシュ　（ベスト8）
9. ロリ・マクニール　（1回戦）
10. キャシー・リナルディ　（3回戦）
11. カタリナ・リンドクイスト　（2回戦）
12. カテリナ・マレーバ　（4回戦）
13. メアリー・ジョー・フェルナンデス　（2回戦）
14. ラファエラ・レジ　（ベスト8）
15. シルビア・ハニカ　（4回戦）
16. メリッサ・ガーニー　（1回戦）

## 大会経過

### 男子シングルス
準々決勝
- イワン・レンドル vs.  アンドレス・ゴメス　5-7, 6-4, 6-1, 6-1
- ミロスラフ・メチージュ vs.  カレル・ノバチェク　7-6, 6-1, 6-2
- マッツ・ビランデル vs.  ヤニック・ノア　6-4, 6-3, 6-2
- ボリス・ベッカー vs.  ジミー・コナーズ　6-3, 6-3, 7-5

準決勝
- イワン・レンドル vs.  ミロスラフ・メチージュ　6-3, 6-3, 7-6
- マッツ・ビランデル vs.  ボリス・ベッカー　6-4, 6-1, 6-2

### 女子シングルス
準々決勝
- マルチナ・ナブラチロワ vs.  クラウディア・コーデ＝キルシュ　6-1, 6-2
- クリス・エバート vs.  ラファエラ・レジ　6-2, 6-2
- ガブリエラ・サバティーニ vs.  アランチャ・サンチェス・ビカリオ　6-4, 6-0
- シュテフィ・グラフ vs.  マニュエラ・マレーバ　6-4, 6-1

準決勝
- マルチナ・ナブラチロワ vs.  クリス・エバート　6-2, 6-2
- シュテフィ・グラフ vs.  ガブリエラ・サバティーニ　6-4, 4-6, 7-5

## 決勝戦の結果
- 男子シングルス： イワン・レンドル vs.  マッツ・ビランデル　7-5, 6-2, 3-6, 7-6
- 女子シングルス： シュテフィ・グラフ vs.  マルチナ・ナブラチロワ　6-4, 4-6, 8-6
- 男子ダブルス： アンダース・ヤリード＆ ロバート・セグソ vs.  ヤニック・ノア＆ ギー・フォルジェ　6-7, 6-7, 6-3, 6-4, 6-2
- 女子ダブルス： マルチナ・ナブラチロワ＆ パム・シュライバー vs.  シュテフィ・グラフ＆ ガブリエラ・サバティーニ　6-2, 6-1
- 混合ダブルス： エミリオ・サンチェス＆ パム・シュライバー vs.  シャーウッド・スチュワート＆ ロリ・マクニール　6-3, 7-6